# Play with Fire
"Play with Fire" er en sang fra det engelske rock ‘n’ roll band The Rolling Stones, og den er fra deres 1965 album Out of Our Heads.
”Play with Fire” er krediteret til Nanker Phelge, et pseudonym som bandet skrev under mellem 1963 – 1965, og dækkede normalt over sangeren Mick Jagger og guitaristen Keith Richards. Sangen blev skrevet sent om natten i januar 1965, mens The Stones var i Los Angeles og optage med Phil Spector på RCA Studios. De eneste Stones der optræder på nummeret er Jagger og Richards. Resten, Brian Jones, Bill Wyman og Charlie Watts, havde allerede forladt studiet for natten. Richards spillede sangens akustiske guitar, mens Jagger håndterede sangen og tamburin. Spector tilføjede sangens bass, ligesom den elektriske guitar. Jack Nitzsche spillede cembalo. 
Sangens tekst fortæller om sangerens forhold til en kvinde fra det fine selskab, og den er nedsættende om livsstilen på sammen måde som”19th Nervous Breakdown”, ville være det i et mere uptempo nummer.
I et interview fra 1995 med Jann Wenner, fra Rolling Stone med titlen "Jagger Remembers", sagde Jagger: "Play with Fire" lyder utroligt – da jeg hørte den sidst. Jeg mener, der er en meget tag-den slags lyd i den, og den er tydelig lavet. Du kan høre alle ordene i den. og jeg spillede tamburinen, og synger. Du ved, den er meget smuk . ”
”Play with Fire” var b-side til ”The Last Time”, og blev nummer 96. på den amerikanske charts. Den var også på opsamlingsalbummet fra 1971 Hot Rocks, ligesom på Singles Collection: The London Years, og Big Hits (High Tide and Green Grass).

### Fodnote
1. ↑  Play with Fire
2. ↑  "Cover Story: Jagger Remembers : Rolling Stone". Arkiveret fra originalen 22. juni 2008. Hentet 5. november 2007.